# Jean-François Marmontel

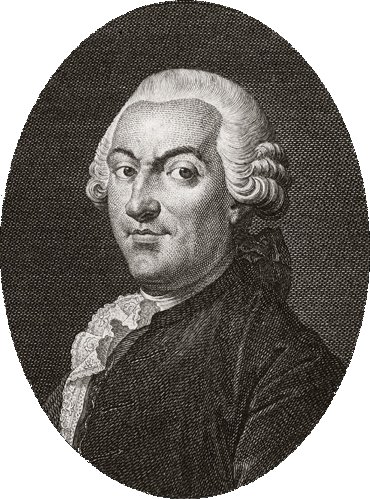
Jean-François Marmontel

Jean-François Marmontel (n. 11 iulie 1723 - d. 31 decembrie 1799) a fost un istoric și scriitor francez.
A fost colaborator al celebrei „Encyclopédie” pentru articolele de literatură, reunite apoi în Éléments de littérature ("Elemente de literatură", apărut în 6 volume în 1787), care reprezintă un document valoros asupra gustului literar al epocii.
Multe din povestirile din Contes moraux ("Povestiri morale", 1761 și 1789/1792) au servit ca libret pentru operele lui André Grétry și unesc sentimentalismul moralizator și liberalismul filozofic, ceea ce explică marel succes la public.
Romanul filozofic Bélisaire exprimă spiritul toleranței religioase și a fost cenzurat de către Sorbona și arhiepiscopul Parisului.
A scris și memorialistică: Memoires d'un père pour servir à l'instruction de ses enfants ("Memoriile unui tată pentru a folosi instruirii copiilor săi"), lucrare apărută postum în 1804.